# Gulczewo (powiat wyszkowski)
Gulczewo – wieś i sołectwo w Polsce w województwie mazowieckim, powiecie wyszkowskim, gminie Wyszków. Ma status sołectwa. Wieś leży nad Bugiem w obrębie Doliny Dolnego Bugu.
| SIMC    | Nazwa         | Rodzaj    |
| ------- | ------------- | --------- |
| 0522885 | Podborze      | część wsi |
| 0522891 | Podkaczelasie | część wsi |
| 0522900 | Podrybnie     | część wsi |

Wierni kościoła rzymskokatolickiego należą do parafii św. Wojciecha w Wyszkowie.

## Etymologia nazwy
W źródłach zaświadczone są następujące warianty nazwy wsi: Gulczevo w XIV wieku; Golczewo 1414–1425, 1456; Golczeuo 1454; Gulczewo 1578; Gólczewo 1783; Gulczewo 1827, 1881. Nazwa pochodzi od nazwy osobowej Golc(z) lub Golec. Postać Gulczewo powstała w wyniku przejścia oL > uL.

## Geografia
Sołectwo Gulczewo położone jest w Dolinie Dolnego Bugu. Graniczy z sołectwami Somianka i Kręgi w gminie Somianka oraz Tulewo w gminie Wyszków. Południową i południowo-wschodnią granicę sołectwa stanowi rzeka Bug. Zabudowania wsi rozrzucone są na znacznym obszarze, a wieś ma trzy części noszące osobne nazwy: część wschodnia to Podrybnie, centralna to Podborze, a południowo-zachodnia to Podkaczelasie.
Bug w granicach sołectwa płynie naturalnym, nieuregulowanym korytem, jego szerokość, głębokość i nurt są zmienne w czasie. Wody gruntowe tworzą jeden poziom o lustrze swobodnym, położony w utworach łatwo przepuszczalnych i zależny od opadów atmosferycznych oraz poziomu wody w rzece.
Dolina Dolnego Bugu, w której leży Gulczewo, wypełniona jest osadami rzecznymi piaszczystymi, ilastymi i mułowymi. Gleby są słabe, w obrębie tarasu zalewowego Bugu są to mady rzeczne, na tarasie nadzalewowym gleby bielicowe i bielice.
Na terenie sołectwa znajdują się znaczne obszary łąk, w tym łęgowych, kilka niewielkich fragmentów lasu, oraz obszary lasu łęgowego.
Najwyższym punktem w sołectwie jest wierzchołek pagórka w lesie na jego zachodniej granicy, na wysokości 97,7 m n.p.m., a najniższym najdalej w dół rzeki położony punkt brzegu Bugu, na wysokości ok. 81 m n.p.m.

## Prehistoria

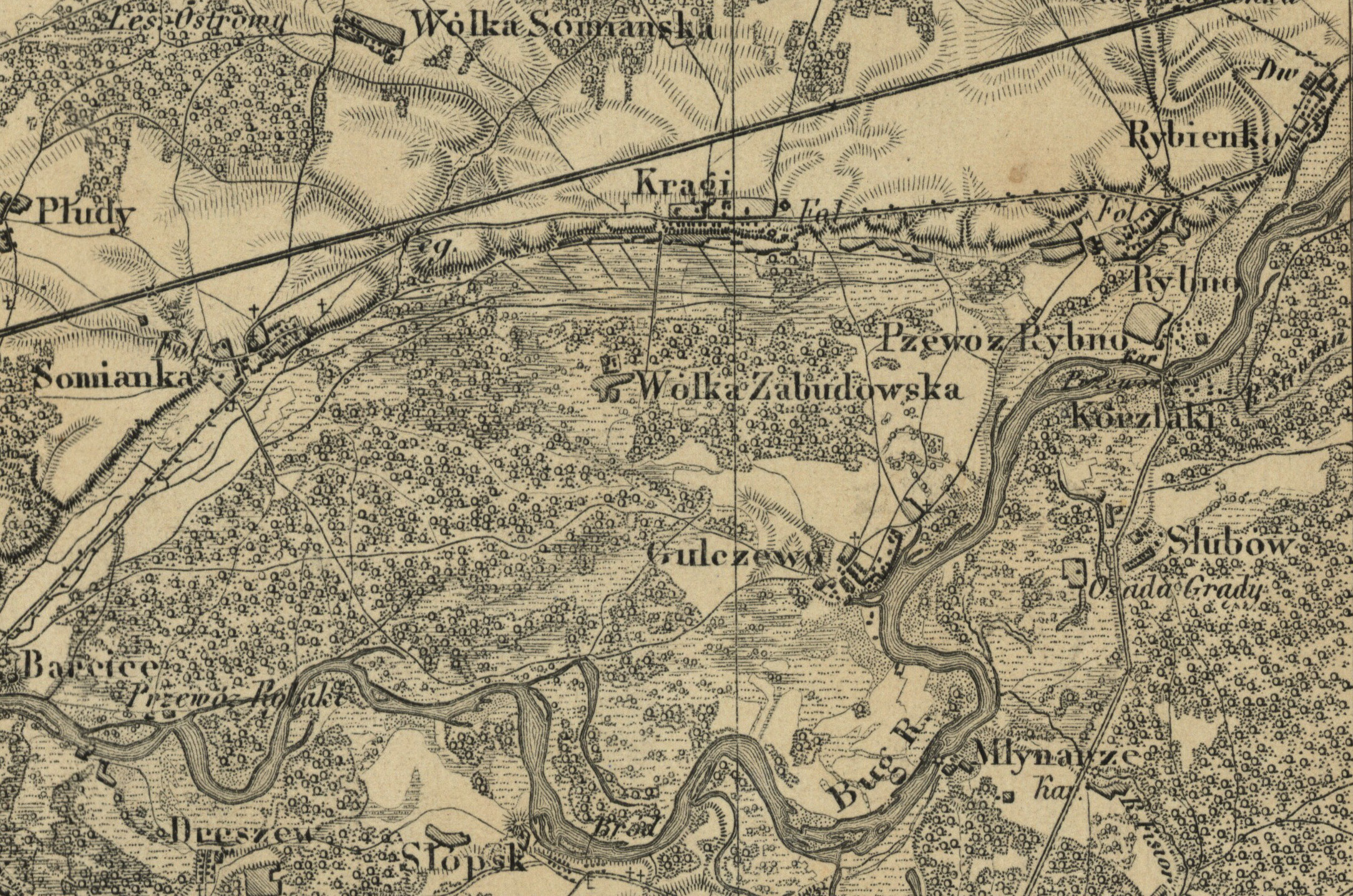
Mapa Gulczewa i okolicy, fragment „Topograficznej Karty Królestwa Polskiego” z 1843

We wsi znajduje się wiele zarejestrowanych stanowisk archeologicznych. Istotne było dokonane przypadkiem w 1969 roku znalezisko dokładnie następnie zbadanego cmentarzyska ciałopalnego, zawierającego groby kultury pomorskiej i kultury grobów kloszowych. Na podstawie analizy ceramiki datowane ono zostało na okresy Hallstatt D i La Tène A. Znaleziono łącznie 6 grobów podkloszowych i jeden zbiorowy grób w obstawie kamiennej. Oprócz tego w bezpośrednim sąsiedztwie znaleziono ślady paleniska o wymiarach 1,20 m na 1,50 m, zinterpretowane jako pozostałości stosu ciałopalnego. Został on pierwotnie ułożony w postaci rusztu z bierwion, których niedopalone resztki się zachowały. Wśród nich znaleziono pozostałości kości młodej osoby. 

## Historia
Wieś była wzmiankowana w dokumentach z XIV wieku, które wymieniają ją wśród osad podporządkowanych kościołowi w Wyszkowie.
Gulczewo leżało w ziemi nurskiej i co najmniej od połowy XV wieku do połowy XVII wieku było w posiadaniu rodziny Gulczewskich lub Gólczewskich herbu Junosza. Źródła wymieniają jej członków jako właścicieli wsi:
- w połowie XV wieku Czesława z Gulczewa i jego syna Jana;
- w 1565 Sebastyana Samuela z Gulczewa;
- w 1578 Jakóba Gulczewskiego, podsędka nurskiego, i Stanisława Gulczewskiego, cześnika nurskiego;
- w 1603 Jana Gulczewskiego, syna Stanisława;
- w 1643 Pawła Gulczewskiego, syna Jana.

W „Spisie szlachty Królestwa Polskiego” z 1851 roku żadna osoba o nazwisku Gulczewski bądź Gólczewski nie występowała.
Gulczewo wymienione jest w 1889 roku w „Słowniku geograficznym Królestwa Polskiego i innych krajów słowiańskich” jako jedna z wsi, które „wchodziły poprzednio w skład dóbr Rybno”; liczyło wówczas 47 gospodarstw, 1441 mórg gruntu i należało do parafii w Wyszkowie oraz do gminy Somianka.
W latach 1975–1998 miejscowość należała administracyjnie do województwa ostrołęckiego.
W rejestrach konserwatora zabytków znajdują się cztery budynki wsi, w większości z początków XX wieku.

## Współczesność
Gulczewo należy do utworzonej w 1982 roku parafii św. Wojciecha Biskupa i Męczennika w Wyszkowie w diecezji łomżyńskiej, a we wsi powstał w latach 1984–1986 murowany kościół filialny pw. św. Rocha (konsekracja 1990). Z okazji 25 rocznicy rozpoczęcia budowy 16 sierpnia 2009 roku odbyła się uroczysta msza z udziałem Stanisława Stefanka i koncert kameralny.
Od 2002 roku w miejscowości odbywają się Międzysołeckie Igrzyska Sportowo-Rekreacyjne. W ramach imprezy rozgrywany jest turniej piłki siatkowej oraz konkurencje siłowe i rekreacyjne.
W 2005 roku Ludwik Maciąg zapoczątkował tradycję obchodzenia Dni Konia, które obecnie składają się z rajdu konnego, pokazów umiejętności jeździeckich i wystawy malarstwa.
We wsi do 2011 roku znajdowała się szkoła podstawowa, która została zlikwidowana decyzją Rady Miejskiej w Wyszkowie. Obecnie dzieci z Gulczewa uczęszczają do szkoły rejonowej w Rybnie.
20 listopada 2011 zawiązała się Ochotnicza Straż Pożarna w Gulczewie, która uzyskała siedzibę w budynku zlikwidowanej szkoły. Pierwsze oficjalne zebranie sprawozdawcze strażaków ochotników odbyło się 17 marca 2013, choć brali oni już wcześniej udział w akcjach ratowniczych.
Na terenie sołectwa Gulczewo znajdują się jedne z większych obszarów budownictwa letniskowego w gminie Wyszków. Jest ono przemieszane przestrzennie z zabudową mieszkaniową.

## Znane osoby związane z Gulczewem
- Ludwik Maciąg (1920–2007) – malarz polski